# Инверсия (риторика)
Инве́рсия — филологический термин, относящийся к фигурам речи, происходит от латинского слова inversio  — переворачивание, перестановка — изменение прямого порядка слов или словосочетаний как стилистический приём. Различают ещё одну разновидность инверсии — гипербатон. Нередко рассматривается как разновидность трансформации. Зачастую формы инверсии, не принятые в обычной речи, используются в поэзии:

Минутных жизни впечатлений

Не сохранит душа моя…
— А. С. Пушкин